# Adolfo V. Hall
Adolfo Venancio Hall Ramírez (Ciudad de Guatemala, Guatemala, 18 de marzo de 1866 - Chalchuapa, El Salvador, 2 de abril de 1885) fue un sargento primero de Caballeros Cadetes de la Escuela Politécnica de Guatemala y es considerado héroe de la Batalla de Chalchuapa al haber muerto en combate al lado del General Justo Rufino Barrios, en la Campaña Unionista. Poco antes de morir, el sargento primero Hall fue ascendido en el campo de batalla al grado de Coronel, aunque el historiador Adolfo García Aguilar indicó en 1899 en la Revista Militar de Guatemala, que fue ascendido al grado de Teniente Coronel.

## Biografía

### Primeros años
Adolfo V. Hall estudió en la primaria en la Escuela de San José de Calazans en la Ciudad de Guatemala, en donde fue compañero de varios de los futuros literatos y profesionales de su generación, y en donde se destacó por su buen desempeño académico. Al concluir sus estudios primarios, ingresó a la Escuela Politécnica —situada entonces en el convento de la Iglesia de la Recolección en el Centro Histórico de la Ciudad de Guatemala— el 8 de enero de 1882 como Caballero Cadete 280.
Debido a sus dotes militares fue ascendido a cabo el 11 de enero de 1884, más tarde fue nombrado Instructor de la Guardia de Honor y finalmente el 8 de enero de 1885, fue ascendido a Sargento Primero, cuyo grado es alcanzado previa aprobación del Ministro de la Guerra y en reñida disputa con su compañero de aula, Julio García Granados.

### Intentona de Barrios
Al emitirse el Decreto por la Unión Centroamericana el Sargento Primero Adolfo Venancio Hall se encontraba en campaña con personal de la Escuela Politécnica, leyendo la proclama del General Barrios. Posteriormente, se ofreció voluntariamente a apoyar el ideal unionista del general Barrios y se le asignó como Instructor a la primera compañía del Batallón Jalapa, participando los días 30 y 31 de marzo su en la batalla de la Hacienda de El Coco, El Salvador, fronteriza al Departamento de Jutiapa.
El 2 de abril de 1885 el General Justo Rufino Barrios —quien estaba a cargo del avance sobre las posiciones de Casa Blanca y Chalchuapa, El Salvador— se enteró de que el coronel Girón, Comandante del Batallón Jalapa, había muerto y con él la mayor parte de oficiales del mismo. Barrios se dirigió hasta donde están «Los Jalapas» y tomar el mando de aquella unidad, pues hubo un intento de sublevación. Al llegar, encontró al Sargento Hall, quien se aproximó para informarle acerca de la situación de la Primera Compañía: que el Batallón Jalapa ahora estaba a sus órdenes y se encontraba a escasos cien metros de las trincheras contrarias; Hall se expresa con seriedad, firmeza, valor y serenidad, a pesar de estar tan cerca del peligro y junto con Barrios encabezaron a los combatientes, quienes reiniciaron la ofensiva.

### Muerte en la Batalla de Chalchuapa
Hacía tiempo que Hall ocupaba lugares de peligro; ya lo había hecho anteriormente en El Coco y ahora en la frontera, por lo que Barrios, necesitado de jefes y oficiales decididos que comandaran las tropas guatemaltecas, lo llamó y le dijo "Cadete, los galones que lleva en el brazo, páseselos a la bocamanga". Así es como el Sargento Primero de Caballeros Cadetes de la Escuela Politécnica, es ascendido a teniente Coronel del Ejército en el campo de batalla. ». De esta forma, Barrios ascendió a Hall al grado de Teniente Coronel del Ejército en Campaña.
.
Impulsado por esa honrosa distinción, el nuevo coronel redobló su coraje y animó el avance, pero fue alcanzado por una bala de cañón, que lo dejó horriblemente mutilado, y confundido con los restos de sus compañeros de batallón.
Las acciones posteriores impidieron recuperar el cadáver del joven Coronel de 19 años, ascendido por su extraordinario valor en combate por el propio Barrios, trasladando sus restos a alguna fosa común de la población de Chingo.

## Homenajes
- Su retrato fue colocado en un sitial de honor en el salón de actos de la Escuela Politécnica.[3]
- En 1955, el coronel Carlos Castillo Armas, entonces presidente de Guatemala, inauguró el Instituto Adolfo V. Hall de educación media cívico-militar.
- Placa conmemorativa ubicada en el Instituto Adolfo V. Hall Central